# Флаг Павловского сельского поселения (Воронежская область)
Флаг муниципального образования Па́вловское сельское поселение Рамонского муниципального района Воронежской области Российской Федерации — опознавательно-правовой знак, служащий официальным символом муниципального образования.
Флаг утверждён 23 мая 2012 года решением Совета народных депутатов Павловского сельского поселения № 97 и 16 октября 2012 года внесён в Государственный геральдический регистр Российской Федерации с присвоением регистрационного номера 7936.
Флаг Павловского сельского поселения отражает исторические, культурные, социально-экономические, национальные и иные местные традиции.

## Описание
«Прямоугольное двухстороннее полотнище с отношением ширины к длине 2:3, вертикально разделённое на три части красного (по краям) и голубого цвета (в отношении 1:2:1). В середине полотнища ближе к верхнему краю белый меч остриём вниз между двух жёлтых дубов с открытыми корнями, накрывающих линии деления, ближе к нижнему краю».

## Обоснование символики
Символика флага Павловского сельского поселения многозначна:
— меч — атрибут Апостола Павла, косвенно указывающего на название сельсовета и одного из его сёл (Павловки). Меч, опущенный вниз — символ примирения, миролюбия;
— дубы символизируют славное прошлое Рамонских земель, когда из местного леса строился на Рамонских верфях первый Российский флот Петра I — символ стойкости, крепости, долголетия.
— сочетание красного и голубого цвета полотнища — символизирует земли поселения и реку Большая Верейка.
Красный цвет — символ труда, мужества, жизнеутверждающей силы, красоты и праздника.
Голубой цвет (лазурь) — символ реки Верейка, а также символ возвышенных устремлений, искренности, преданности, возрождения.
Белый цвет (серебро) — символ чистоты, открытости, божественной мудрости, примирения.
Жёлтый цвет (золото) — символ высшей ценности, величия, богатства, урожая.